# João Serrão

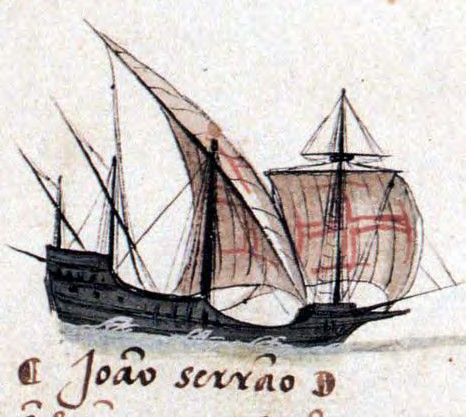
Serrãos fartyg från den tredje Indienexpedition.

João Serrão (spanska Juan Serrano), född i början på 1480-talet i Portugal, död maj 1521 på Cebu i Filippinerna, var en portugisisk sjöman och upptäcktsresande. Serrão deltog i den första världsomseglingen 1519-1521 under Ferdinand Magellan.

## Biografi
Endast lite finns dokumenterat om Serrãos tidiga liv, han föddes i Portugal (möjligen i Golegã) troligen kring 1480-talet.

### Indienexpeditionerna
Serrão deltog i den första portugisiska Indien-expeditionen under ledning av Vasco da Gama. Den 8 juli 1497 lämnade en konvoj av fyra fartyg hamnen i Lissabon med kurs mot Portugisiska Indien dit man anlände den 20 maj 1498. Under resan befordrades Serrão senare till kapten. Hemresan inleddes den 29 augusti 1498. Den 6 april 1503 avgick en konvoj under ledning av Afonso de Albuquerque där Serrão medföljde.
Den 25 mars 1505 deltog Serrão som kapten över fartyget Botafogo i den 5.e Indien-expeditionen under Francisco de Almeida, konvojen om 21 fartyg anlände till Indien den 13 september 1505. Serrão kvarstannade som befälhavare över den nyupprättade garnisonen Fort São Miguel.
Den 8 augusti 1510 var han själv ledare (Capitão-mor) för en konvoj om 3 fartyg som avseglade till Indien och den 9 april 1514 deltog han igen i en konvoj om 5 fartyg under ledning av Cristóvão de Brito. Senare värvades Serrão till Magellans expedition.

### Första världsomseglingen
Den 10 augusti 1519 lämnade en expedition om 5 fartyg hamnen i Sevilla med Serrano som befäl över fartyget Santiago.
Den 31 mars 1520 anlände fartygen till Puerto San Julián (i Santa Cruzprovinsen), här upptäcktes senare ett sund och man hoppades på att ha hittat en passage till Stilla havet. Magellan uppdragade "Santiago" att utforska sundet. Under färden utbröt en storm och fartyget förliste den 22 maj. Alla besättningsmän kunde dock räddas. Därefter fick Serrão senare befälet över Concepción.
Missnöjet över en resa i det okända ökade bland besättningen och den 2 april utbröt ett myteri. Victorias kapten Luis de Mendoza dödades, i efterförloppet avrättades Concepcións kapten Gaspar de Quesada och San Antonios kapten Juan de Cartagena utsattes på en öde ö.
Den 7 april anlände fartygen till ön Cebu, efter Magellans död vid Mactan den 27 april 1521 ansåg dennes betjänt Enrique de Malaca att han nu var en fri man, dock tvingade Serrão som ny befälhavare honom att stanna kvar för att fortsätta tolka. Malaca gick senare iland för att tala med kung Rajah Humabon och återkom sedan med bud om en kommande fest som skulle hållas 1 maj. Festen var en fälla under vilken många besättningsmän dödades. Övriga flydde och lämnade Serrão kvar på stranden. Därefter finns inga säkra uppgifter om Serrãos öde men han dödades troligen samma dag.